# Lotta Blokker

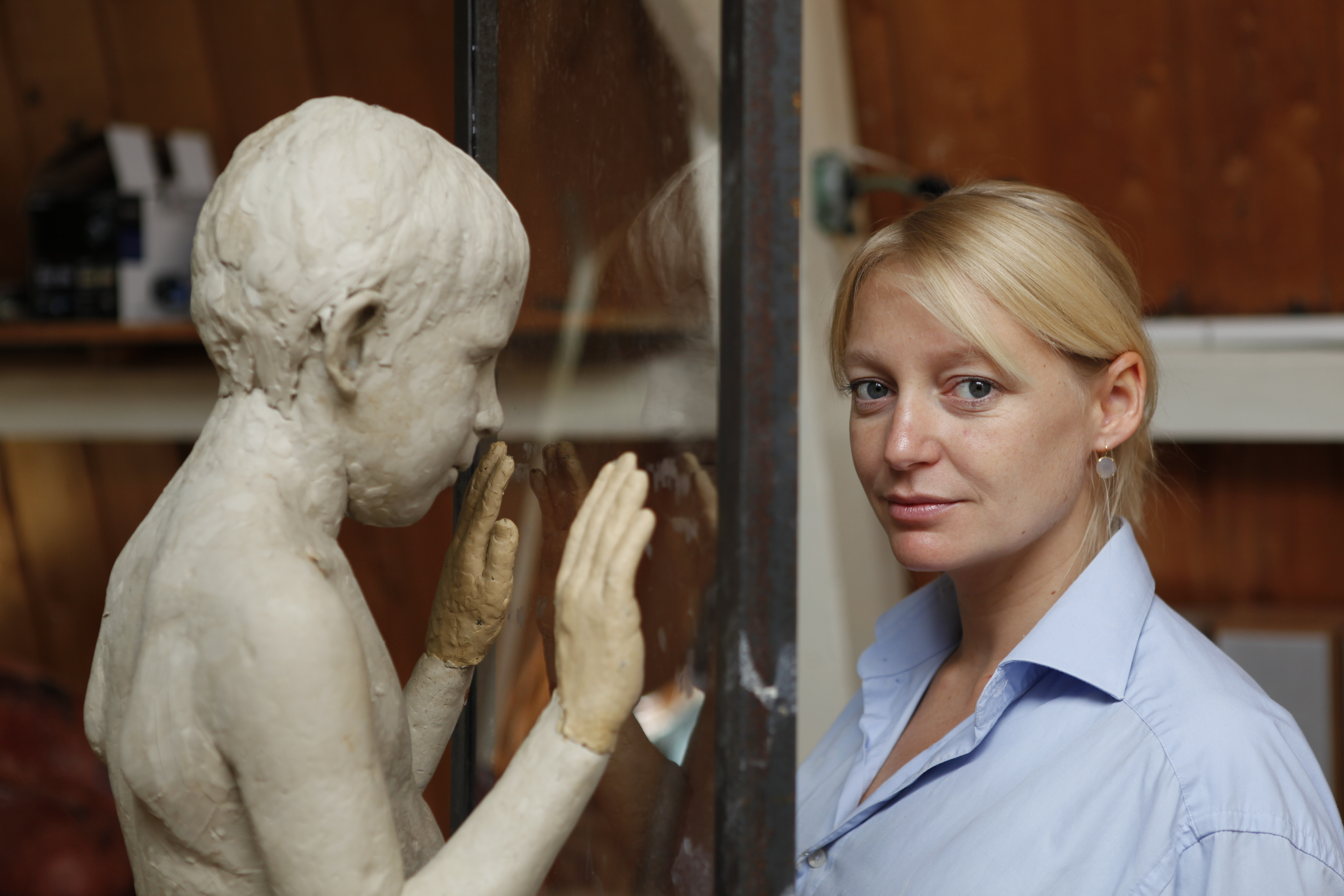
Lotta Blokker 2011 mit ihrer noch unvollendeten Skulptur Mute

Lotta Blokker (* 1980 in Amsterdam) ist eine niederländische Bildhauerin.

## Leben
Nach einem Besuch des Musée Rodin in Paris fasste die 16-jährige Blokker den Entschluss, Bildhauerin zu werden. Ab 1999 studierte sie an der Florence Academy of Art in Florenz klassische Bildhauerei. Bereits während des Studiums wurde ihr ein Lehrauftrag an der Akademie übertragen. 2006 ging sie nach Amsterdam zurück und eröffnete dort ein eigenes Atelier. 2021 gewann Blokker den International Arkin Award und wurde als Künstlerin des Jahres 2022 mit dem niederländischen Kunstpreis Kunstenaar van het jaar ausgezeichnet.
Lotta Blokker ist verheiratet und hat drei Kinder.

## Werk
Blokker orientiert sich bei ihren Werken an der klassischen Bildhauerei von der italienischen Renaissance über Auguste Rodin, Camille Claudel bis hin zu Käthe Kollwitz. Ihre Arbeiten umfassen vier zusammenhängende Gruppen.
The Hour of the Wolf
Entstanden zwischen 2009 und 2014 „unter dem Eindruck eines persönlichen Umbruchs, der mit Erfahrungen von Unruhe, Trauer und auch Schlaflosigkeit verbundenen war“. Der Titel ist von einem Film des schwedischen Regisseurs Ingmar Bergman entlehnt. Die Serie besteht aus zehn lebensgroßen Bronzeskulpturen.
Pietà

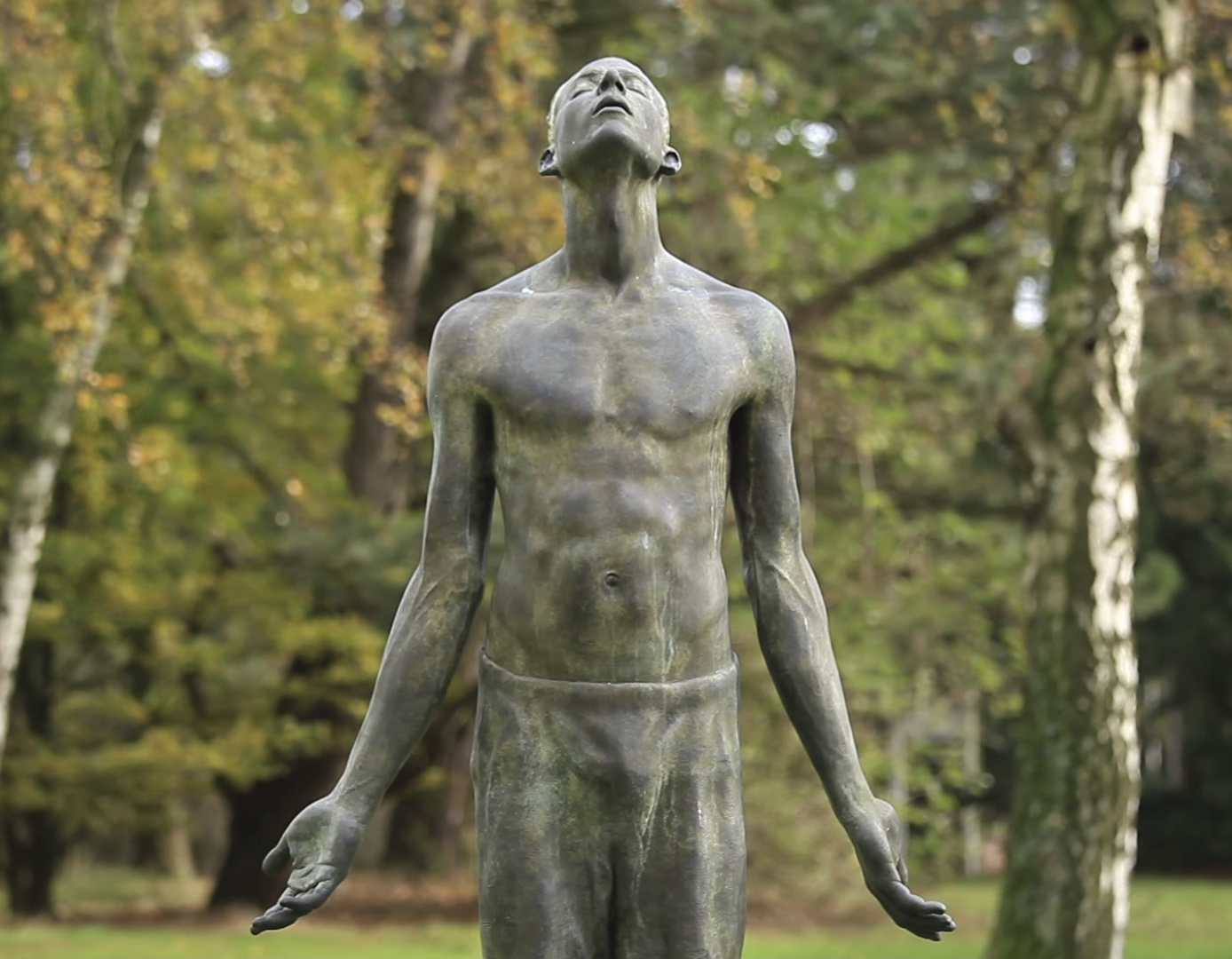
I am here now auf dem Campus der Universität Tilburg

Entstanden zwischen 2006 und 2008. Besteht aus einer Gruppe von fünf nahezu lebensgroßen Skulpturen aus Bronze und stellt die Verlusterfahrung des Menschen orientiert am klassischen Motiv der trauernden Gottesmutter mit dem toten Christus im Schoß dar.
I am here now
Zu dieser aus fünf Bronzeskulpturen bestehenden Gruppe gehört die Arbeit Hommage à Käthe Kollwitz, die formal an die Arbeit Mutter mit zwei Kindern von Käthe Kollwitz (1937–1938) angelehnt ist.
Impressions
Eine Gruppe von zwölf heutigen Porträtköpfen inspiriert von der italienischen Renaissance und entstanden in den Jahren 2003 bis 2010.

## Ausstellungen
- Gesamtschau ihres Werkes unter dem Titel Lotta Blokker – The hour of the Wolf im Museum de Fundatie Zwolle[8] und im Panorama Museum in Bad Frankenhausen[7] 2014/2015
- Im Dialog mit Käthe Kollwitz: Lotta Blokker im Käthe-Kollwitz-Museum Berlin, 2015[9]
- Lotta Blokker – The Hour of the Wolf im Museum Jan Cunen in Oss, 2017[10]
- Käthe Kollwitz & Lotta Blokker – Verwandte Nähe in der evangelischen Apostelkirche und dem Haus der Niederlande parallel zu Skulptur Projekte in Münster, 2017[2]
- Menschen in der Nacht in St. Peter (Recklinghausen), 2019[11]
- Skulpturen im Museum de Fundatie in Zwolle, 2021[12]

## Werke im öffentlichen Raum (Auswahl)

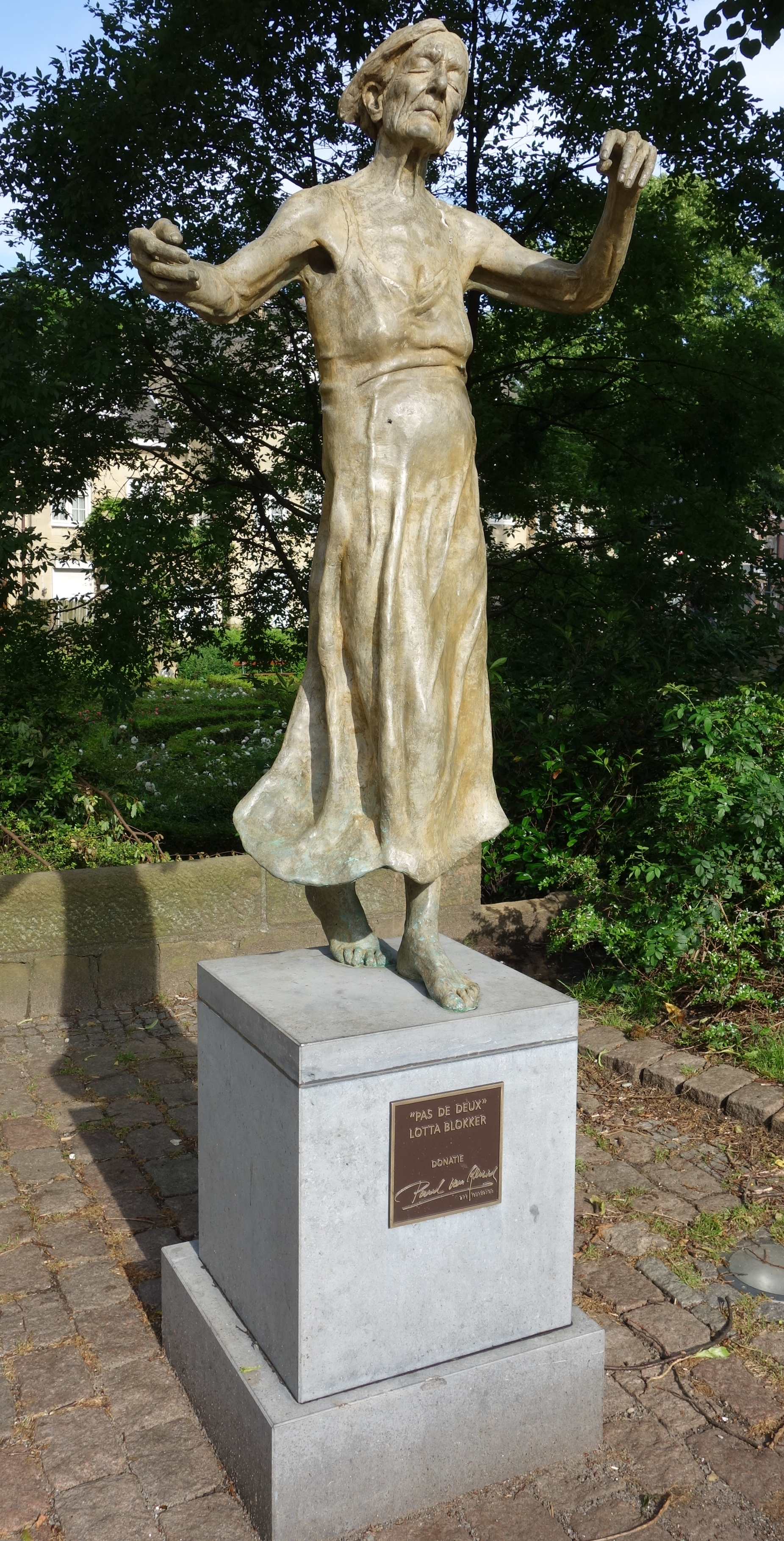
Pas de deux in Roermond

- Tilburg: I am here now auf dem Campus der Universität Tilburg, eine Spende des Alumni Paul van Rensch in Erinnerung an seine Studienzeit, 2008[13]
- Bad Frankenhausen: Auf dem Platz vor dem Panorama-Museum vier Statuen der Werkgruppe I am here now, Ankauf 2010[7]
- Roermond: vor der Munsterkerk Pas de deux aus der Gruppe Pietá, eine Spende der Renschdael Art Foundation 2010
- Münster: In der Ev. Apostelkirche See me aus der Gruppe Pieta, Ankauf 2017 aus Anlass des 500. Reformationsjubiläums[14]
- Barneveld: Bronzemonument Drei Generationen Molukken in den Niederlanden (niederl. Drie generaties molukkers) 2018[15]